# Alfred A. Cohn

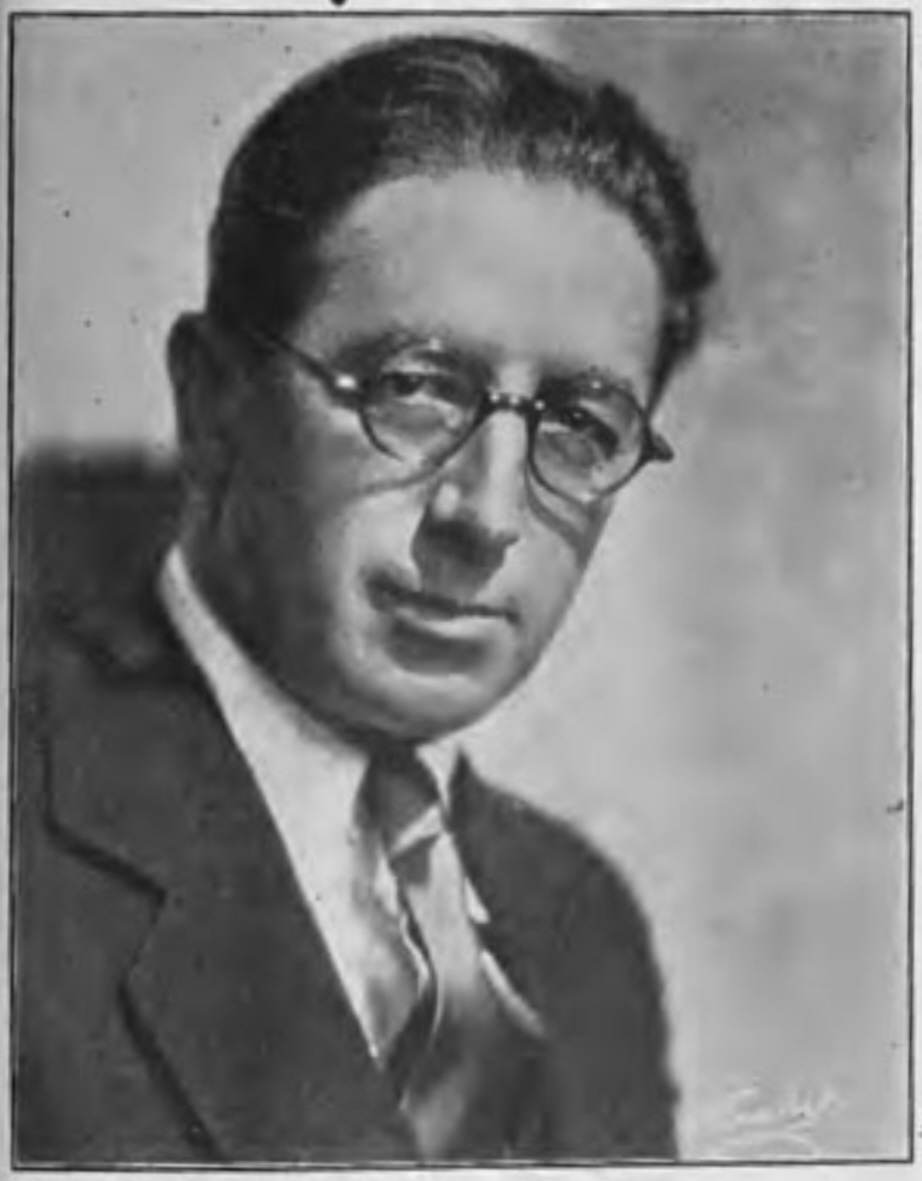
Alfred A. Cohn (1928)

Alfred A. Cohn (* 26. März 1880 in Freeport, Illinois, USA; † 3. Februar 1951 in Los Angeles) war ein US-amerikanischer Drehbuchautor von Filmkomödien. Er verfasste auch Kurzgeschichten, die verfilmt wurden.

## Biografie
Alfred A. Cohn zog nach Cleveland und arbeitete dort für eine Zeitung. Nach seiner Heirat zog er nach Galveston, Texas, um dort einen Zeitungsverlag zu leiten. Cohn schlug jedoch keine Wurzeln und zog weiter nach Arizona. Dort arbeitete er als Sekretär bei der verfassungsgebenden Versammlung 1912, als Arizona zum US-Bundesstaat wurde.
Danach kam Cohn nach Hollywood, wo er schon bald begann, Drehbücher zu verfassen. In seiner ganzen Schaffenszeit sollen es über 100 gewesen sein. Er arbeitete für die Hafenbehörde von Los Angeles und bekleidete bei der Polizei von Los Angeles einen Rang als Kommissar. Er schrieb auch weiterhin Kurzgeschichten, jedoch keine Drehbücher mehr.
Mit seiner Frau hatte Alfred A. Cohn drei Kinder, zwei Töchter und einen Sohn. Er starb am 3. Februar 1951 an Herzversagen.

## Auszeichnungen
Für seine Arbeit an Der Jazzsänger wurde Alfred A. Cohn 1929 für den Oscar für das beste Drehbuch nominiert.

## Filmografie
- 1923: Jazzmania – Regie: Robert Z. Leonard
- 1924: Der kleine Steuermann (Half-a-Dollar Bill) – Regie: W. S. Van Dyke
- 1925: Seine Söhne (His People) – Regie: Edward Sloman
- 1926: Cohen contra Miller (The Cohens and Kellys) – Regie: Harry A. Pollard
- 1927: Spuk im Schloß (The Cat and the Canary) – Regie: Paul Leni
- 1927: Der Jazzsänger (The Jazz Singer) – Regie: Alan Crosland
- 1929: Die letzte Warnung (The Last Warning) – Regie: Paul Leni
- 1930: Der Traumtänzer (Feet First) – Regie: Clyde Bruckman
- 1931: A Holy Terror – Regie Irving Cummings
- 1933: Mast- und Schotbruch! (Son of a Sailor) – Regie: Lloyd Bacon
- 1933: Dickschädel (Here Comes the Navy) – Regie: Lloyd Bacon